# Zürcher Landbank
Die Zürcher Landbank AG (ZLB) ist eine im Bezirk Winterthur verankerte Schweizer Regionalbank. Neben ihrem Hauptsitz in Elgg verfügt sie über Niederlassungen in Räterschen, in Rickenbach und in Neftenbach.
Die Zürcher Landbank AG wurde 1851 als Sparkasse Elgg in Form einer Genossenschaft gegründet. 1994 übernahm sie die Spar- und Leihkasse Rickenbach und die Sparkasse Elsau. Die Genossenschaft wurde hierbei in eine Aktiengesellschaft umgewandelt und die Bank in den heute gültigen Namen umbenannt.
Ihr Tätigkeitsgebiet liegt traditionell im Retail Banking, im Hypothekargeschäft, im Private Banking und im Bankgeschäft mit kleinen und mittleren Unternehmen. Das Unternehmen beschäftigte Ende 2024 38 Mitarbeiter und hatte eine Bilanzsumme von 1023 Millionen Schweizer Franken.
Die Zürcher Landbank AG ist als selbständige Regionalbank der Entris Holding angeschlossen.